# Байогула
Байогула, Bayogoula (Bayougoula), от Báyuk-ókla = «Bayou people», самоназвание Ischenoca = «наш народ» — индейское племя, говорившее на одном из мускогских языков. В начале XVIII века племя, наряду с племенем мугулаша, обитало в поселении на западном берегу реки Миссисипи в Луизиане, приход Ибервиль (Iberville Parish). Согласно Муни (Mooney, 1928) численность племён байогула, квиниписса и мугулаша по состоянию на 1650 г. составляла в совокупности около 1500 человек.
Первым из западных путешественников их посетил Ибервиль в 1699 году. Зимой 1699—1700 г. на них напало племя хоума. В том же году (1700) по непонятной причине байогула напали на соседей из племени мугулаша и устроили резню. Похожая судьба постигла и их в 1706 г., когда на них напало племя таэнса. Вскоре после той резни оставшиеся индейцы из племени байогула вымерли от оспы, поэтому в 1721 г. не было известно ни одного человека, происходящего из данного племени.
По сообщению Ибервиля, на территории байогула находилось два святилища, из которых одно принадлежало племени мугулаша, имелось 107 домов, в которых проживало 200—250 мужчин. В святилищах постоянно горел огонь, а у входов находились тотемные фигуры животных — медведя, волка, птицы и опоссума, который был главным божеством и которому приносили жертвенные дары.